# Mads Bech Sørensen
Mads Bech Sørensen (Copenhague, Dinamarca, 7 de enero de 1999) es un futbolista danés. Juega de defensa y su equipo es el F. C. Midtjylland de la Superliga de Dinamarca.

## Trayectoria
Nacido en Horsens, comenzó su carrera en las inferiores del club local AC Horsens. Debutó con el primer equipo en 3 de mayo de 2015 contra el HB Køge en la Primera División de Dinamarca, a los 16 años, tres meses y 26 días, siendo el jugador más joven en jugar para el club. Consiguió el ascenso a la Superliga en la temporada 2015-16. Jugó dos temporadas en la primera danesa antes de dejar el equipo.
El 31 de julio de 2017 fichó por cuatro años en el Brentford F. C., inicialmente para el equipo B. Fue promovido al primer equipo en la temporada 2018-19, y debutó el 14 de agosto de 2018 contra el Southend United F. C. en la Copa de la Liga.
El 9 de enero de 2020 fue enviado a préstamo al A. F. C. Wimbledon después de renovar su contrato. Regresó a Brentford y jugó 32 encuentros en la English Football League Championship 2020-21, donde el equipo aseguró el ascenso a la Premier League.
En la máxima categoría del fútbol inglés disputó 14 partidos antes de ser cedido al O. G. C. Niza el 1 de septiembre de 2022. Esta cesión se canceló el 1 de enero, después de no haber llegado a jugar ningún encuentro, y el 18 del mismo mes fue prestado al F. C. Groningen tras haber renovado hasta 2024. Sin embargo, en septiembre de 2023 se marchó definitivamente al ser traspasado al F. C. Midtjylland.

## Selección nacional
Sørensen fue internacional por Dinamarca en las categorías sub-18, sub-19 y sub-21, con esta última disputó la Eurocopa Sub-21 de 2021.
El 24 de mayo de 2022 fue citado a la preselección de 29 jugadores de la selección adulta para disputar los encuentros de la Liga A de la Liga de Naciones de la UEFA 2022-23, aunque luego fue descartado.

## Estadísticas
Actualizado al último partido disputado al 25 de mayo de 2025.
| Club | Div.          | Temporada     | Liga(1) | Liga(1) | Copas nacionales(2) | Copas nacionales(2) | Copas internacionales(3) | Copas internacionales(3) | Total | Total |
| Club | Div.          | Temporada     | Part.   | Goles   | Part.               | Goles               | Part.                    | Goles                    | Part. | Goles |
| --- | ------------- | ------------- | ------- | ------- | ------------------- | ------------------- | ------------------------ | ------------------------ | ----- | ----- |
| AC Horsens Dinamarca | 2.ª           | 2014-15       | 6       | 0       | 0                   | 0                   | —                        | —                        | 6     | 0     |
| AC Horsens Dinamarca | 2.ª           | 2015-16       | 5       | 0       | 1                   | 0                   | —                        | —                        | 6     | 0     |
| AC Horsens Dinamarca | 1.ª           | 2016-17       | 7       | 0       | 3                   | 0                   | —                        | —                        | 10    | 0     |
| AC Horsens Dinamarca | 1.ª           | 2017-18       | 3       | 1       | —                   | —                   | —                        | —                        | 3     | 1     |
| AC Horsens Dinamarca | Total club    | Total club    | 21      | 1       | 4                   | 0                   | 0                        | 0                        | 25    | 1     |
| Brentford F. C. Inglaterra | 2.ª           | 2017-18       | 0       | 0       | 0                   | 0                   | —                        | —                        | 0     | 0     |
| Brentford F. C. Inglaterra | 2.ª           | 2018-19       | 8       | 0       | 2                   | 0                   | —                        | —                        | 10    | 0     |
| Brentford F. C. Inglaterra | 2.ª           | 2019-20       | 1       | 0       | 1                   | 0                   | —                        | —                        | 2     | 0     |
| A. F. C. Wimbledon Inglaterra | 3.ª           | 2019-20       | 9       | 0       | —                   | —                   | —                        | —                        | 9     | 0     |
| A. F. C. Wimbledon Inglaterra | Total club    | Total club    | 9       | 0       | 0                   | 0                   | 0                        | 0                        | 9     | 0     |
| Brentford F. C. Inglaterra | 2.ª           | 2020-21       | 32      | 2       | 7                   | 1                   | —                        | —                        | 39    | 3     |
| Brentford F. C. Inglaterra | 1.ª           | 2021-22       | 11      | 0       | 4                   | 0                   | —                        | —                        | 15    | 0     |
| Brentford F. C. Inglaterra | 1.ª           | 2022-23       | 4       | 0       | 2                   | 1                   | —                        | —                        | 6     | 1     |
| Brentford F. C. Inglaterra | Total club    | Total club    | 56      | 2       | 16                  | 2                   | 0                        | 0                        | 72    | 4     |
| O. G. C. Niza Francia | 1.ª           | 2022-23       | 0       | 0       | —                   | —                   | 0                        | 0                        | 0     | 0     |
| O. G. C. Niza Francia | Total club    | Total club    | 0       | 0       | 0                   | 0                   | 0                        | 0                        | 0     | 0     |
| F. C. Groningen · Países Bajos | 1.ª           | 2022-23       | 11      | 0       | —                   | —                   | —                        | —                        | 11    | 0     |
| F. C. Groningen · Países Bajos | Total club    | Total club    | 11      | 0       | 0                   | 0                   | 0                        | 0                        | 11    | 0     |
| F. C. Midtjylland Dinamarca | 1.ª           | 2023-24       | 24      | 4       | 3                   | 0                   | ―                        | ―                        | 27    | 4     |
| F. C. Midtjylland Dinamarca | 1.ª           | 2024-25       | 31      | 1       | 2                   | 0                   | 16                       | 0                        | 49    | 1     |
| F. C. Midtjylland Dinamarca | Total club    | Total club    | 55      | 5       | 5                   | 0                   | 16                       | 0                        | 76    | 5     |
| Total carrera | Total carrera | Total carrera | 152     | 8       | 25                  | 2                   | 16                       | 0                        | 193   | 10    |
| (1) Incluye datos de los playoffs de descenso de la Superliga de Dinamarca. (2) Incluye datos de la Copa de Dinamarca, la FA Cup y la Copa de la Liga de Inglaterra. (3) Incluye datos de la Liga de Campeones de la UEFA y la Liga Europa de la UEFA. |               |               |         |         |                     |                     |                          |                          |       |       |

## Palmarés

### Títulos nacionales
| Título                 | Club              | País      | Año  |
| ---------------------- | ----------------- | --------- | ---- |
| Superliga de Dinamarca | F. C. Midtjylland | Dinamarca | 2024 |